# Хочу бути міністром
Хочу бути міністром (рос. Хочу быть министром) — радянський художній фільм 1977 року, знятий на кіностудії «Мосфільм» за мотивами роману М. Коршунова «Підлітки». 

## Сюжет
Герої кіноповісті — учні ПТУ та їх наставник — майстер Віктор Данилович. У кожного з хлопців є своя мрія — один з них навіть хоче стати міністром. Всім їм доводиться займатися не тільки навчанням, але і визначити своє справжнє майбутнє. І в цих складних ситуаціях поруч з ними їх вихователь, якому вони також допомагають знайти вихід зі складної особистої проблеми і зрозуміти, що його справжнє покликання — виховання молоді.

## У ролях
- Валерій Нікіфоров — Сергій Вандишев
- Володимир Пучков — Лучковський
- Валерій Шальних — Ваня Карпухін
- Віктор Древицький — Шмельов
- Ірина Малишева — Аля Турчинова
- Ірина Муравйова — Ліза Буканова
- Михайло Жигалов — майстер ПТУ
- Юрій Горобець — Юрій Матвійович
- Альбіна Матвєєва — Ера Василівна
- Інна Виходцева — вчителька
- Роман Хомятов — Турчинов
- Неллі Пшенна — Ірина
- Олена Санько — Анна Юхимівна
- Олексій Бахар — епізод
- Лев Борисов — епізод
- Олег Савосін — епізод
- Гліб Плаксін — епізод
- Марина Лобишева-Ганчук — епізод
- Борис Бачурін — епізод
- Надія Рєпіна — епізод
- Юрій Осипов — епізод
- Геннадій Юдін — епізод
- Світлана Швайко — епізод
- Іван Жеваго — епізод
- Віктор Мархасєв — епізод
- Валентина Свєтлова — епізод
- Борис Яковлєв — епізод

## Знімальна група
- Режисер — Катерина Сташевська
- Сценаристи — Олександр Хмелик, Михайло Коршунов
- Оператор — Микола Немоляєв
- Композитор — Едуард Хагагортян
- Художник — Ірина Шретер